# Clara Löfgren

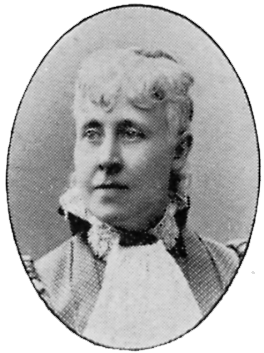
Clara Löfgren.

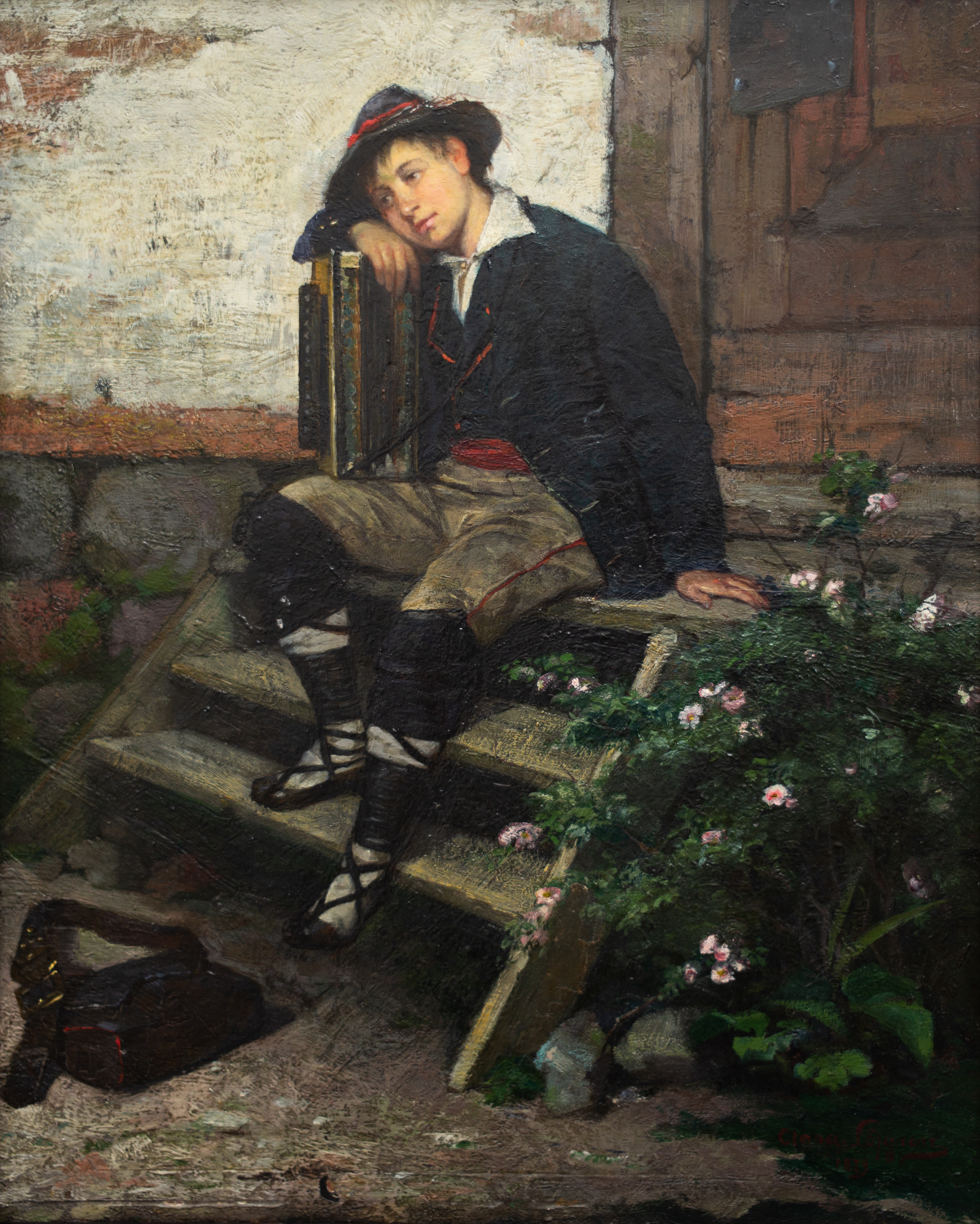
The Young Street Musician, 1879

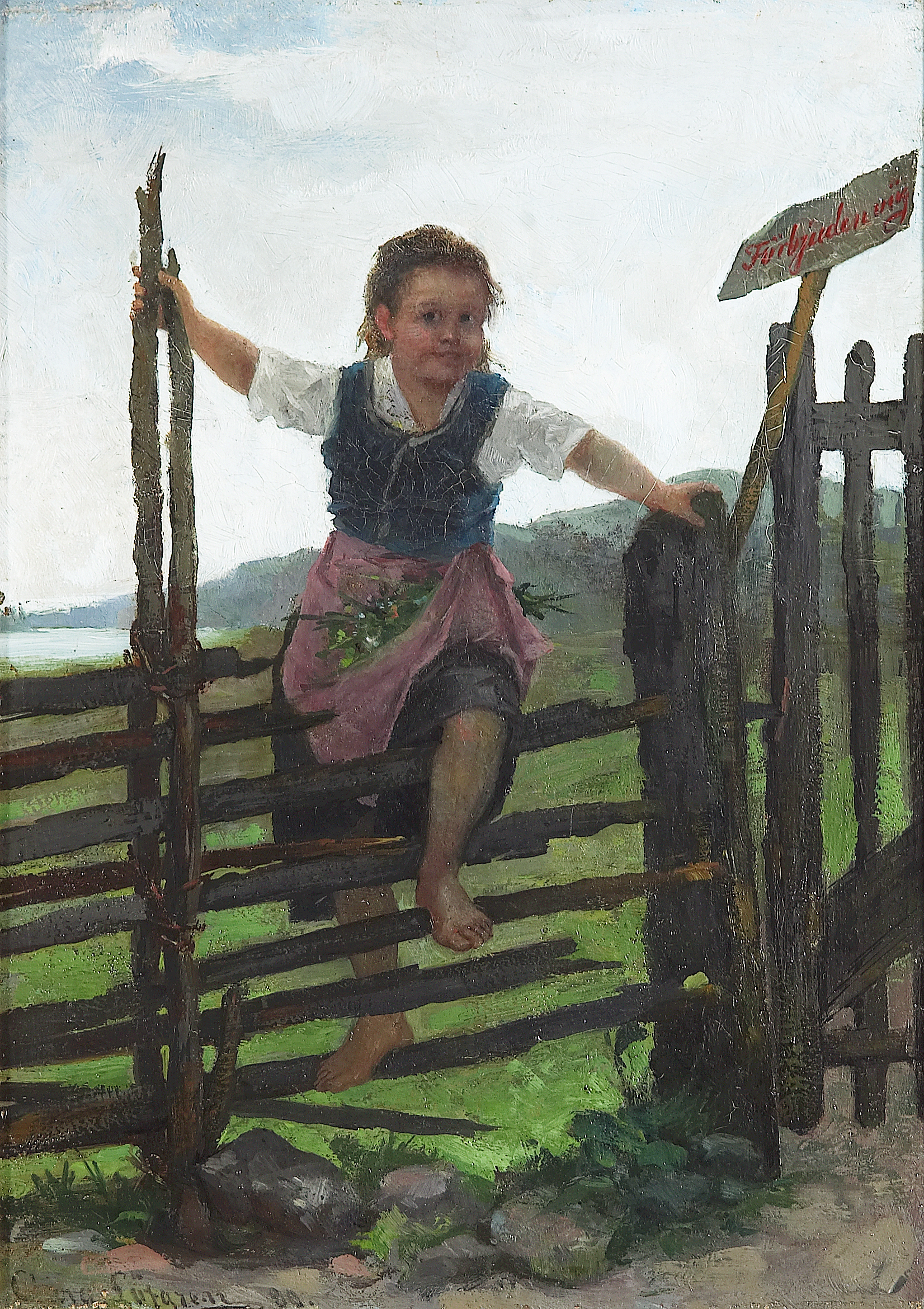
Förbjuden väg (1880)

Clara Fredrika Löfgren, född 23 juni 1843 i Stockholm, död 1923, var en svensk målare, främst känd som porträttmålare, men hon målade även genretavlor.
Clara Löfgren var elev vid Kungliga Akademien för de fria konsterna  i Stockholm 1870–1875. Bland hennes arbeten märks porträtt av prinsessan Eugénie, kronprins Gustaf, prins Oscar Bernadotte, biskop Adam Theodor Strömberg, sångerskan Elma Billing född Ström och professor Frithiof Holmgren.
Målningar av Clara Löfgrens var utställda vid två tillfällen på salongen i Paris. Löfgren finns representerad vid bland annat Nationalmuseum i Stockholm  och Norrköpings konstmuseum.